# Nyctemera aluensis
Nyctemera aluensis är en fjärilsart som beskrevs av Butler 1887. Nyctemera aluensis ingår i släktet Nyctemera och familjen björnspinnare. Inga underarter finns listade i Catalogue of Life.